# お笑いオンステージ
『お笑いオンステージ』（おわらいオンステージ）は、1972年4月8日から1982年4月4日までNHK総合で放送されたスタジオ公開型バラエティ番組である。主演・MCは三波伸介、中村メイコ。

## 概要
土曜日に放送の1973年3月31日までは「笑福亭仁鶴のお見合い」と落語などを口演する「演芸コーナー」「てんぷく笑劇場」の3つで構成され、「お見合い」は、娘と父親が出演するお見合いコーナーであった（#てんぷく笑劇場を参照）。
日曜日に移動した1973年4月8日以降は「てんぷく笑劇場」と、「歌謡曲コーナー」、三波MCによる「減点パパ」（1975年4月13日より「減点ファミリー」に改称）の3部で構成（#減点パパ→減点ファミリーを参照）。
テーマソングには、天地総子や日吉ミミ、のこいのこが歌った曲や、海援隊が作って（武田鉄矢作詞・中牟田俊男作曲）EVEが歌った曲が使われた。また、番組のエンディングには、小嶋昌美の「大きなマル」という歌が使われた。父を思う子供の気持ちが歌詞に表れている。
日本テレビ『笑点』と共に、三波が主演を務めた日曜日の看板番組でもあった。三波は、1981年には20時からの日本テレビ『日曜お笑い劇場』→『日曜8時!ドパンチ放送!!』も掛け持ちしていた。
番組は、1982年4月4日を以って10年間の放送に幕を下ろした。
最終回では「減点ファミリー」のゲストに幼少時代の東貴博が出演。三波が東八郎の似顔絵を描き上げた後に八郎本人が登場し、貴博が書いた作文に三波と八郎が感動の涙を流した。
三波が番組終了の挨拶をした後、後継番組の『クイズ面白ゼミナール』（木曜日の20時台より枠移動。第1回放送で番組対抗企画として、三波・中村・東が出演し、見事初代チャンピオン〈中村は最多得点者のタイトルも〉を獲得している）の「主任教授」（司会）を務めている鈴木健二（当時NHK東京アナウンス室チーフアナウンサー）がスペシャルゲストとして登場した。

## 映像の現存状況、再放送
放送当時は2インチVTRで機器・テープ共に高価であったうえ、著作権法の事情などで番組の資料保存が安易にできなかった（短時間の番組を中心に放送後は上書き消去される場合が多かった）ことも重なり、1980年9月以前の回はNHKには数回しか残っていない。それ以降は欠番はあるものの現存している。
上記の理由などによりCS放送での再放送は長らく行われなかったが、2008年4月からチャンネル銀河で再放送が行われた。2015年9月15日にNHK総合で放送された「幻の名作発掘探検隊」で三波が生前贔屓にしていた旅館にNHK未所有のビデオテープが寄贈されていたと分かり、金持ちの邸宅に三波の田舎臭い指揮者が上がり込んで起こす騒動を描いたコントの一部が再放送され、当番組にもゲスト出演した柳生博が「減点パパ」でそれまでのつまらない自意識を捨てるきっかけになったと語った。

## 内容

### てんぷく笑劇場
三波伸介をメインとしたコメディコーナー。出演は三波と中村、伊東四朗、小松政夫、東八郎、ポール牧、西川ひかるほか。人情喜劇がこのコーナーの目玉であった。
三波が男性役の場合、大抵は三波田伸吉という役名であり、粗暴だが人情家といった役が多かった。なお、中村メイコの役名はいつも本名である（神津）五月であった。概ね三波と中村は夫婦役であったが、ある時には嫁姑、またある時には幼なじみなどいくつかの設定があった。
なお、伊東は1976年2月29日限りでレギュラーからは降板。準レギュラーにはトニー谷、玉川良一、谷幹一、由利徹など。主に東京系の喜劇人が出演。脚本は前川宏司が担当。
タイトルの「てんぷく」は三波と伊東が在籍していた「てんぷくトリオ」から採ったもの。「てんぷくトリオ」は本来「転覆トリオ」であるが、この番組では「天福」の文字が当てられ、セットの看板などで用いられていた。

### 歌謡曲コーナー
ゲストの歌手の歌唱。

### 減点パパ→減点ファミリー
三波伸介とゲスト（主に芸能人。文化人やスポーツ選手の場合もあった）の家族とのトークコーナー。最初は家族（通常は子供）が出てきて、三波が「お父さんの顔はどんな形ですか？」「髪型は？」などとゲストの顔の特徴について子供に質問する。
三波は子供の答えに従って、大きなパネルに似顔絵を描く。描き上がったところで、三波が「お父さん（お母さん、お祖父さんなどの場合もあり）を呼んでください」と子供を促す。子供が「パパ〜」「お父さ〜ん」などと呼ぶとゲストが登場し、ここで初めてゲストが誰なのかが分かる。
三波はゲストに対し（例）「○○君がお父さんにやめてほしいと思っていることは何でしょう？」などと家族についてのクイズを出し、正解すると似顔絵の周りに○、間違えると×の札を付ける。
正解を答えられないゲストが、三波に「違います」と冷たく言い放たれて面食らったり、子供の発言に三波やゲストが驚いたり爆笑したりするなど、三波の巧みな問いかけでゲストの意外な一面を見られることが魅力であった。
コーナーの最後に、ゲストについて子供が書いた作文を子供自らが読み上げていた。ゲストや三波が思わず涙を流すことも多く、最後には三波が似顔絵の上に大きな○の札を付けて丸く収めた。
三波は、特に感動したときには「もう全部（○を）付けちゃう。あるだけ付けちゃう」などと言いながら、大きな○を付けた後にも、残っている○の札をパネルに全部貼り付けることもあった。
もともと登場するゲストは父親のみであったが、ある日「私にはお父さんがいないので減点パパには出られない」との投書があったのを機に1975年4月13日より「減点ファミリー」に改題し、以後は母親や祖父母なども登場するようになった。
また、当初は三波の絵の巧みさに驚かれる（玄人はだしなため、下絵が用意されてるのでは？という声もあったという）など反響も大きかった。
出演したゲストの子供の中には、後に芸能界など親と同じ職業へ進み、有名になった者も多く、幼少期の姿を映した映像、さらに親子共演という面でも貴重なアーカイブ映像となっている。

## 出演者

### レギュラー
- 三波伸介（てんぷくトリオ）：メインキャスト（全期出演）
- 笑福亭仁鶴（初期後半コーナー）：「お見合いコーナー」司会（1973年3月31日まで）
- 伊東四朗（てんぷくトリオ）：1976年2月29日まで出演。
- 戸塚睦夫（てんぷくトリオ）：1972年10月28日まで出演。病気療養のため降板（翌1973年5月12日に死去）
- 中村メイコ[6]：1973年4月8日より準レギュラー出演。1975年4月6日以降、レギュラー出演。
- 東八郎：開始当初より準レギュラー出演。1975年4月6日以降、レギュラー出演。
  - なお、中村、東はレギュラー昇格後も、度々スケジュールの都合や「笑劇場」の演目の内容により出演しない時もあった。その際には、東不在の時は主に後述の準レギュラー陣、中村不在の時は朝丘雪路、天地総子らが事実上の代役として出演した。

### 準レギュラー
- 玉川良一
- 青空球児・好児
- 由利徹
- 西川ひかる
- 小松政夫
- トニー谷
- 谷幹一
- せんだみつお
- コント・ラッキー7、ほか

## スタッフ
- 作：日高はじめ
- 音楽：筒井広志、千葉和臣、中牟田俊男ほか
- 演奏：東京放送管弦楽団、set★up
- 減点ファミリー取材：北島由記子、西川小夜子ほか
- 制作：高浜雄一
- 演出：雪正一、阿部豊ほか